# Marek Střeštík
Marek Střeštík (* 1. února 1987, Komárno, Československo) je český fotbalista, momentálně působící v maďarském klubu Mezőkövesdi SE. Obvykle hraje na pozici levého záložníka, popř. útočníka. V mládežnických kategoriích reprezentoval Českou republiku i Slovensko. Na kontě má jeden start v dresu českého reprezentačního A-týmu (v roce 2008).

## Klubová kariéra
Narodil se ve slovenském Komárně jako syn maďarské matky a českého otce. V 9 letech začal s fotbalem v tamním klubu KFC. Ve čtrnácti přestoupil do mladšího dorostu FK ZŤS Dubnica nad Váhom. Roku 2003 přišel do fotbalové akademie tehdejšího 1. FC Synot v Uherském Hradišti. V lednu 2005 zamířil do Slovanu Liberec, kde působil v třetiligovém béčku. Po nepříliš vyvedeném půlročním angažmá podepsal profesionální smlouvu s Brnem.
V jeho dresu 6. května 2006 debutoval v české nejvyšší soutěži v zápase proti pražské Slavii. V následující sezoně (2006/07) si připsal 22 startů, v nichž vstřelil 3 góly a usadil se v základní sestavě Brna. V ročníku 2007/08 zaznamenal ve 29 utkáních 5 gólů, v následující sezoně 2008/09 4 góly v 24 zápasech. V ročníku 2009/10 Gambrinus ligy zamířil na hostování s opcí do pražské Sparty. Tam se však i vinou vleklého zranění a následné dlouhé pauzy neprosadil (odehrál jen pět zápasů) a v létě 2010 se opět vrátil do Brna.
Následně šel hostovat do maďarského klubu Győri ETO, kam po skončení hostování přestoupil. V zimní ligové přestávce vstřelil gól v přípravném utkání 3. února 2013 proti českému celku 1. FK Příbram, Győr remizoval se svým soupeřem 1:1. V sezóně 2012/13 vyhrál s Győri ETO ligový titul, celkem čtvrtý v historii klubu a první po 30 letech. Před koncem ligové soutěže dostal v utkání s Ferencvárosem za ostrý zákrok červenou kartu a dodatečně 5měsíční distanc.

V červenci 2016 přestoupil v rámci Maďarska do klubu Mezőkövesdi SE.

### Klubové statistiky
Aktuální k 30. červenec 2015
| Sezona    | Klub              | Země     | Soutěž        | Zápasy | Góly |
| --------- | ----------------- | -------- | ------------- | ------ | ---- |
| 2005/2006 | 1. FC Brno        | Česko    | 1. liga       | 1      | 0    |
|           | 1. FC Brno B      | Česko    | 2. liga       | 16     | 2    |
| 2006/2007 | 1. FC Brno        | Česko    | 1. liga       | 22     | 3    |
| 2007/2008 | 1. FC Brno        | Česko    | 1. liga       | 27     | 5    |
| 2008/2009 | 1. FC Brno        | Česko    | 1. liga       | 24     | 4    |
| 2009/2010 | AC Sparta Praha   | Česko    | 1. liga       | 8      | 0    |
| 2010/2011 | FC Zbrojovka Brno | Česko    | 1. liga       | 21     | 3    |
| 2011/2012 | Győri ETO FC      | Maďarsko | 1. liga       | 10     | 1    |
| 2012/2013 | Győri ETO FC      | Maďarsko | 1. liga       | 25     | 3    |
| 2015/2016 | MTK Budapešť      | Maďarsko | OTP Bank Liga |        |      |
|           | celkem            |          |               | 154    | 21   |

## Reprezentační kariéra

### Slovensko
Mohl si vybrat, zda bude reprezentovat ČR, Slovensko nebo Maďarsko (matka pochází z Maďarska). Do 18 let hrál za mládežnické reprezentace Slovenska.

### Česká republika
V době jeho působení ve Slovácku a Liberci si ho všiml tehdejší trenér české devatenáctky Jaroslav Horák, který mu nabídl místo ve svém výběru. Získal české státní občanství i povolení od UEFA hrát za Českou republiku.
Na mistrovství Evropy 2006 se stal nejlepším střelcem české reprezentace do 19 let, která vybojovala bronzové medaile a postup na světový šampionát 2007. I ve dvacítce byl Střeštík členem základní sestavy a podílel se na zisku stříbrných medailí, které znamenaly historický úspěch českých juniorských výběrů.
Od září 2007 patřil do užšího kádru českého národního týmu do 21 let.

#### A-mužstvo
V březnu 2008 ho trenér Karel Brückner premiérově povolal do seniorské reprezentace. Střeštík debutoval 26. března v přátelském utkání proti domácímu Dánsku, v 73. minutě střídal na hřišti Davida Jarolíma. Utkání skončilo remízou 1:1. Byl to jeho jediný start za český národní tým.

### Reprezentační góly a zápasy
Góly Marka Střeštíka v české reprezentaci do 21 let
| Gól | Datum        | Stadion                          | Soupeř      | Skóre (min.) | Výsledek | Soutěž                      | Gól          |
| --- | ------------ | -------------------------------- | ----------- | ------------ | -------- | --------------------------- | ------------ |
| 010 | 17. 10. 2007 | Kladno                           | Arménie     | 01:00 (2.)   | 3:0      | kvalifikace na ME „21“ 2009 | padl ze hry  |
| 02  | 18. 11. 2007 | Chance Arena, Jablonec nad Nisou | Turecko     | 01:00 (17.)  | 1:1      | kvalifikace na ME „21“ 2009 | padl ze hry  |
| 03  | 019. 8. 2008 | Cantanh, Portugalsko             | Portugalsko | 02:20 (63.)  | 2:3      | přátelské utkání            | pokutový kop |

| Rok    | Zápasy | Góly |
| ------ | ------ | ---- |
| 2007   | 6      | 2    |
| 2008   | 3      | 1    |
| Celkem | 9      | 3    |

| Rok    | Zápasy | Góly |
| ------ | ------ | ---- |
| 2008   | 1      | 0    |
| Celkem | 1      | 0    |